# حادثه ۲۰۱۸ قطار تکیرداغ
حادثه ۲۰۱۸ قطار تکیرداغ در روز یکشنبه ۸ ژوئیه رخ داد. قطار مسافربری خطوط راه‌آهن ترکیه از مرز بلغارستان به مقصد استانبول می‌رفت که در شمال غربی ترکیه در استان تکیرداغ از ریل خارج شد و ۲۴ نفر کشته و دست‌کم ۱۲۴ نفر زخمی شدند.

## شرح واقعه
روز یکشنبه ۸ ژوئیه ۲۰۱۸ یک قطار مسافربری خطوط راه‌آهن ترکیه در شمال غربی این کشور در استان تکیرداغ از ریل خارج شد. این قطار مسافربری با حدود ۳۶۲ مسافر از شهر مرزی کاپیکول با بلغارستان به مقصد استانبول در حرکت بود. در این سانحه ۶ واگن قطار کامل از ریل خارج شده و واژگون شد.

## تلفات
در این سانحه ۲۴ نفر کشته و دست‌کم ۱۲۴ نفر زخمی شدند.

## علت
بارندگی شدید، رانش زمین و خرابی یک پل باعث این سانحه شده‌است.

## واکنش‌ها
- دفتر رجب طیب اردوغان، رئیس‌جمهوری ترکیه پیام تسلیت به تمامی بازماندگان قربانیان این سانحه داده‌است.[۴]
- بن‌علی ییلدیریم، نخست‌وزیر ترکیه از رخ دادن چنین سانحه‌ای و کشته شدن ده‌ها نفر تاسف خود را ابراز کرد.[۴]